# Équipe cycliste Gaverzicht-BE Okay

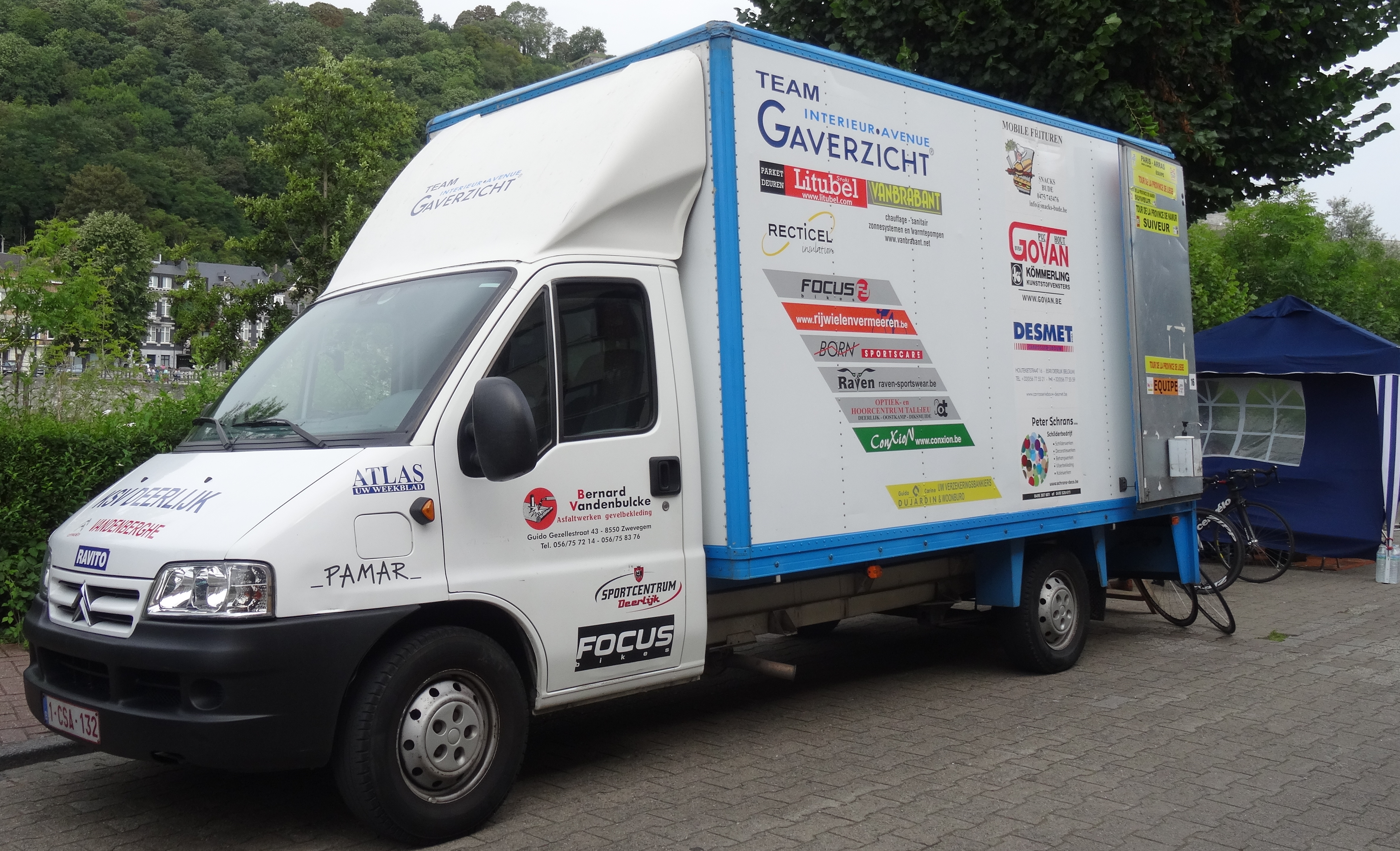
La camionnette de l'équipe lors de la 1re étape du Tour de la province de Namur 2014.

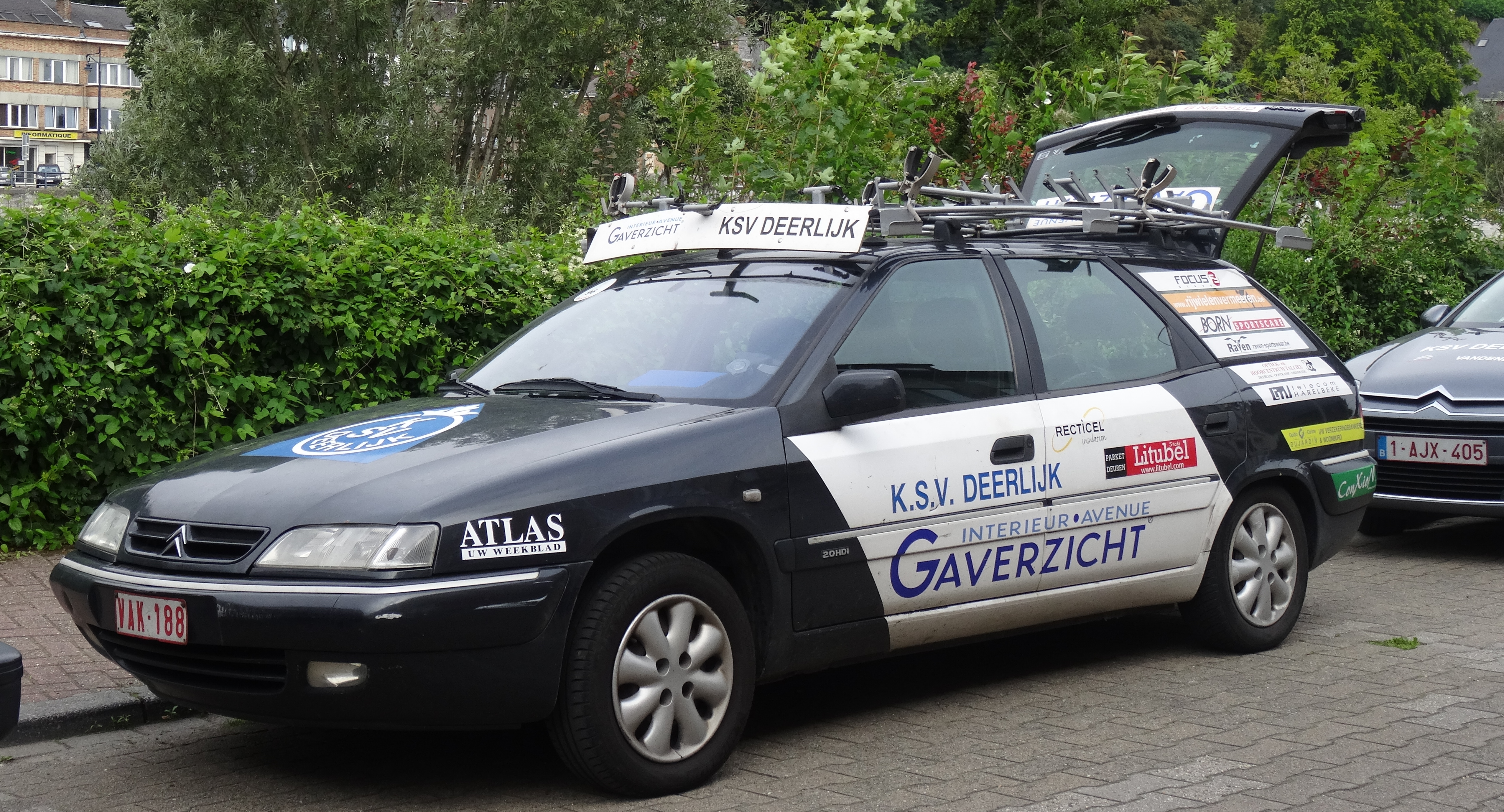
Une des voitures de l'équipe lors de la 1re étape du Tour de la province de Namur 2014.

L'équipe cycliste Gaverzicht-BE Okay est une équipe cycliste belge basée à Deerlijk (Flandre-Occidentale) et active entre 1927 et 2021.

## Histoire de l'équipe
L'équipe est créée en 1927, sous le nom du SV Deerlijk. 
Le KSV Deerlijk-Gaverzicht remporte en 2014 le contre-la-montre par équipes de Borlo dans la catégorie Coupe de Belgique.
En 2018, l'équipe est renommée Gaverzicht-BE Okay. En 2022, l'équipe fusionne avec un autre club amateur belge EFC-L&R-Vulsteke, pour former l'équipe EFC-L&R-AGS,.

## Saisons précédentes

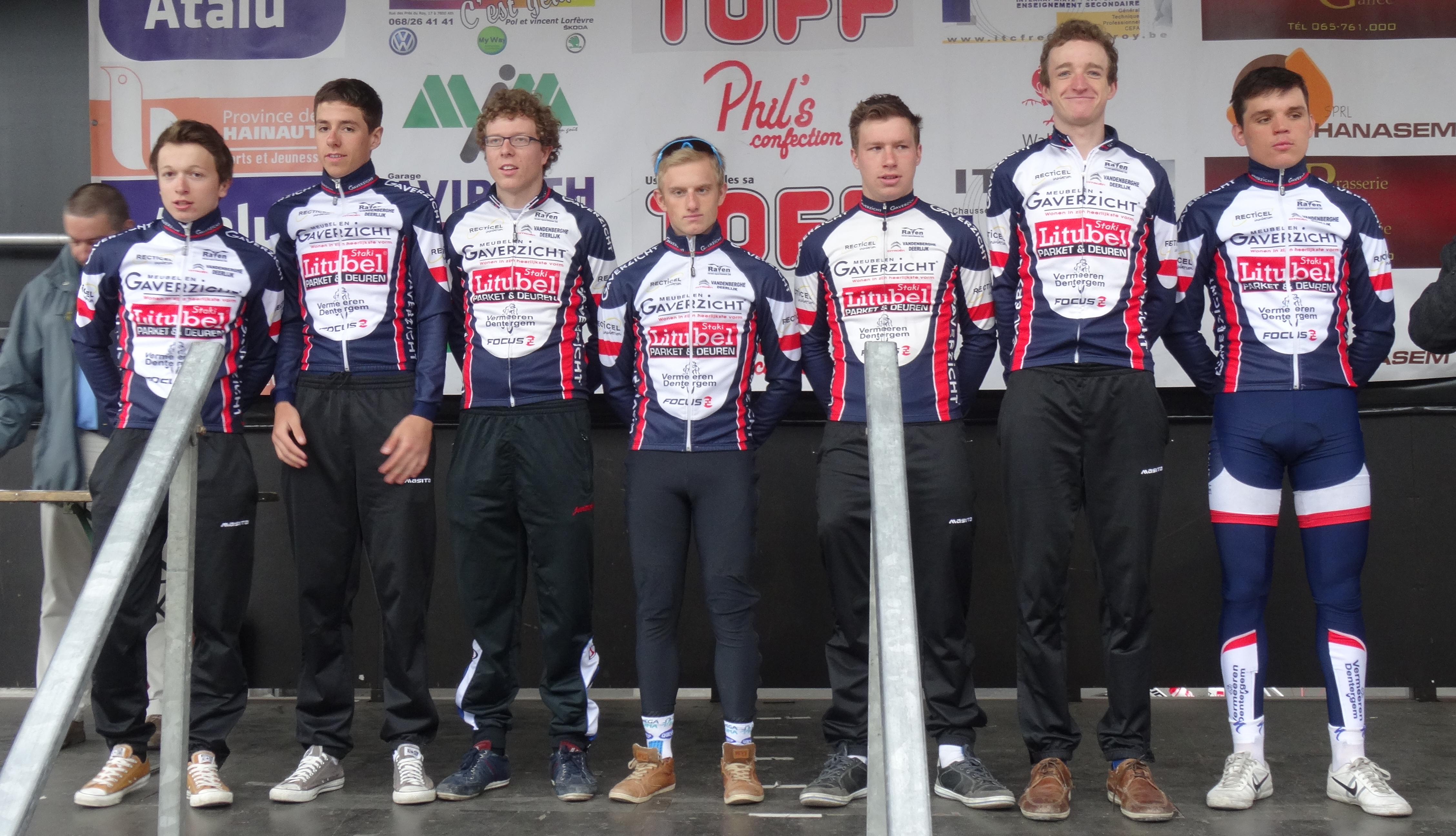
Sept coureurs lors de la 1re étape du Triptyque des Monts et Châteaux 2014.

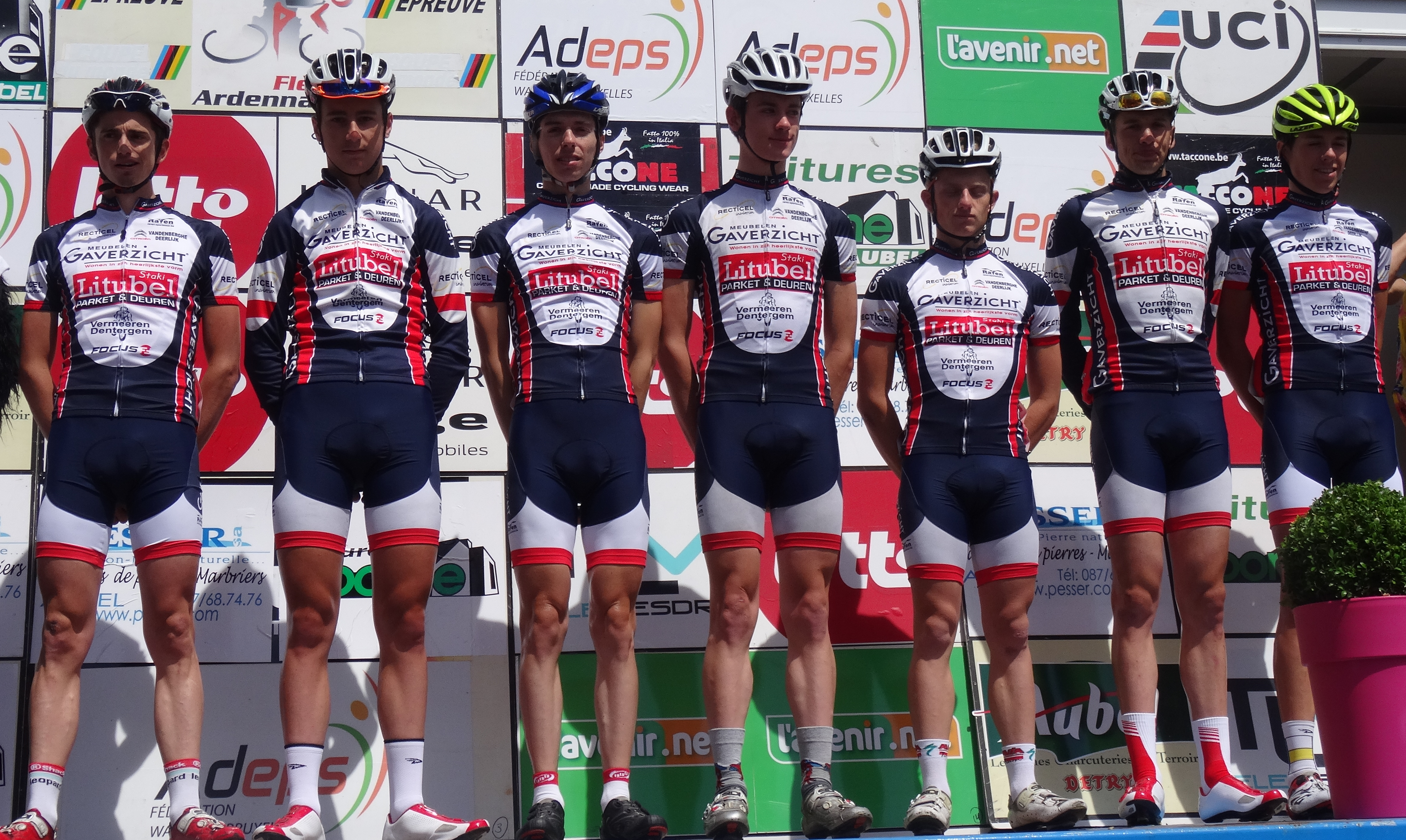
Sept coureurs lors de la Flèche ardennaise 2014.

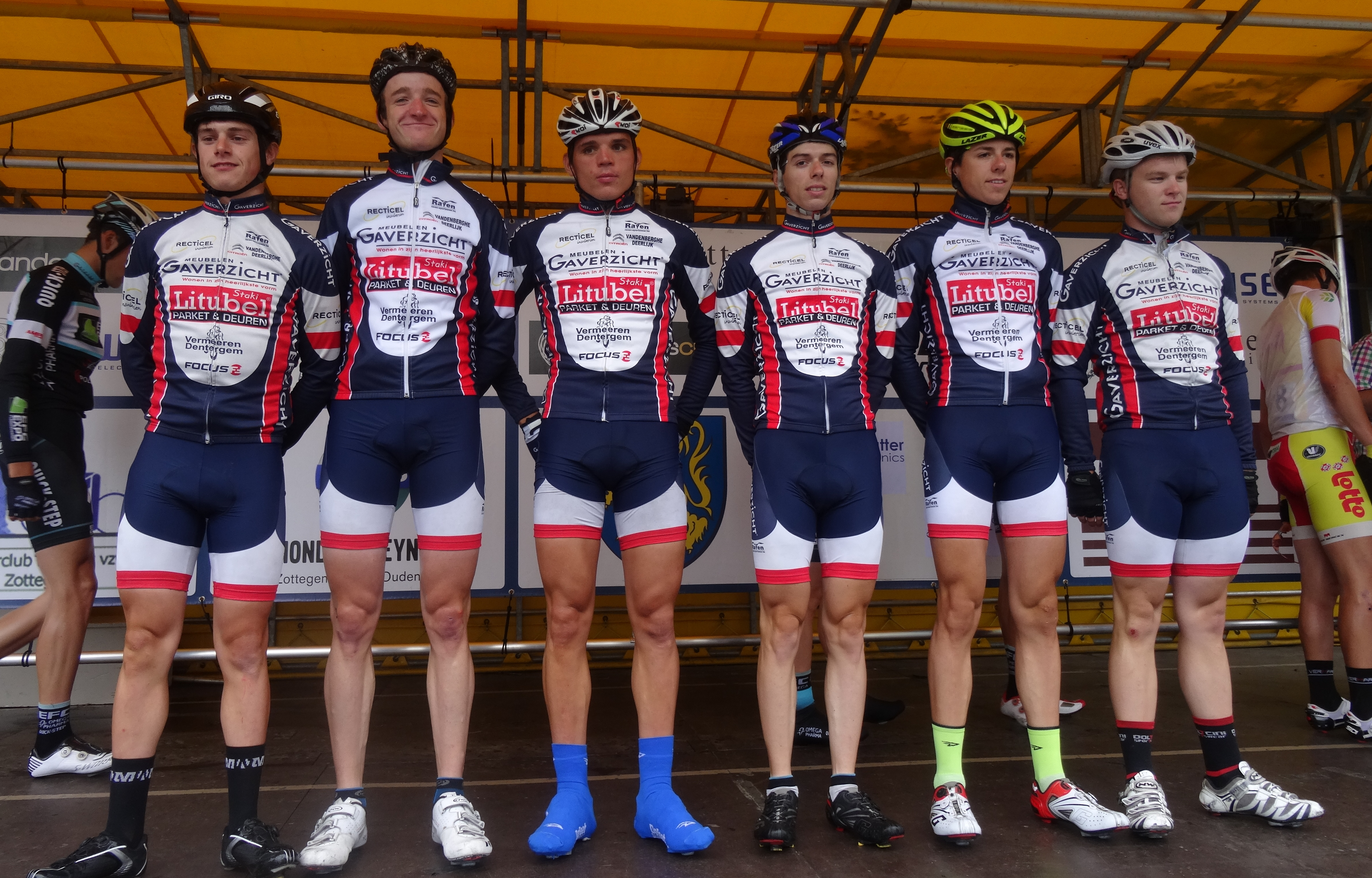
Six coureurs de l'équipe lors du Circuit Het Nieuwsblad espoirs 2014.

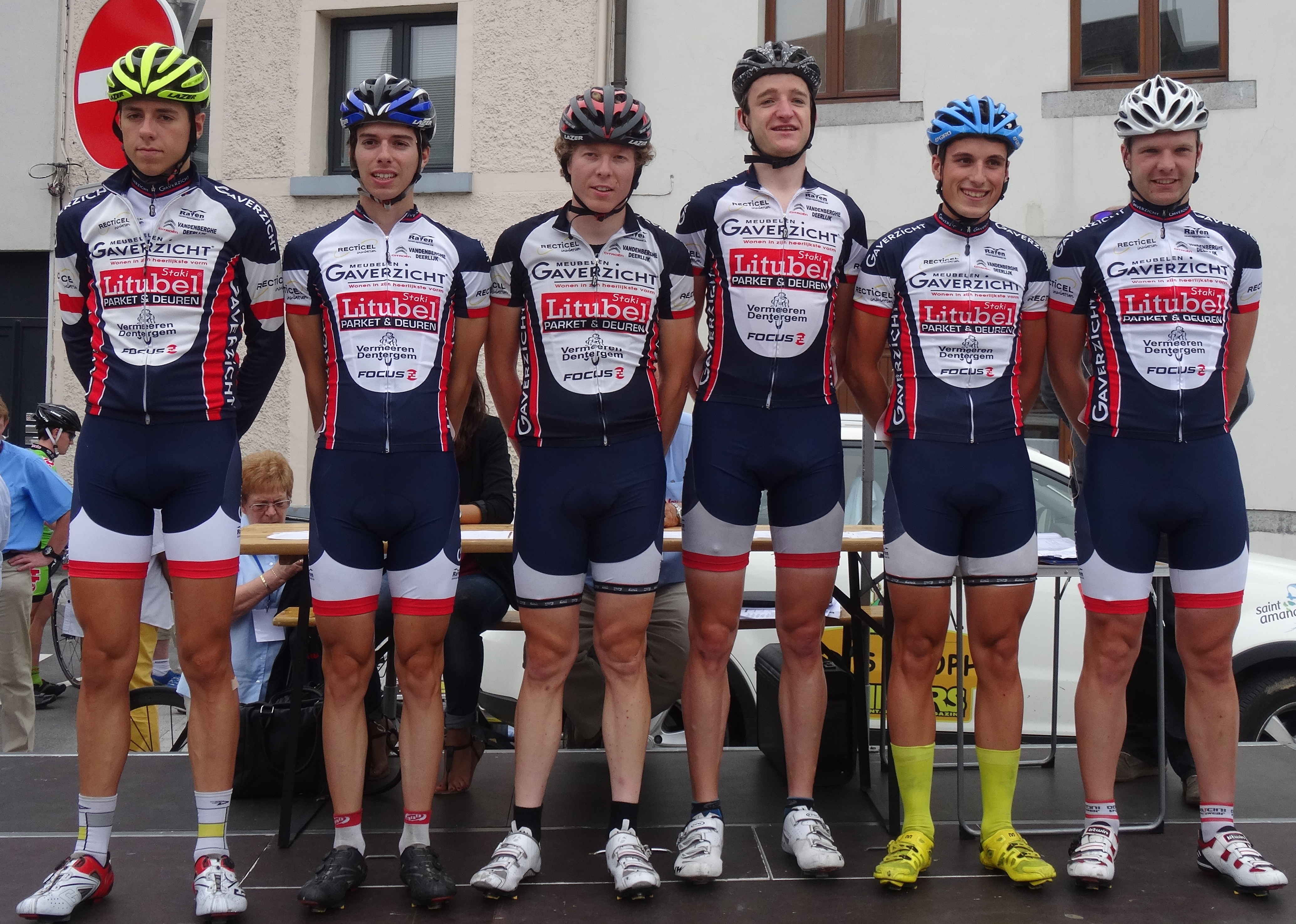
Six coureurs de l'équipe lors de la 1re étape du Tour de la province de Namur 2014.

Portraits
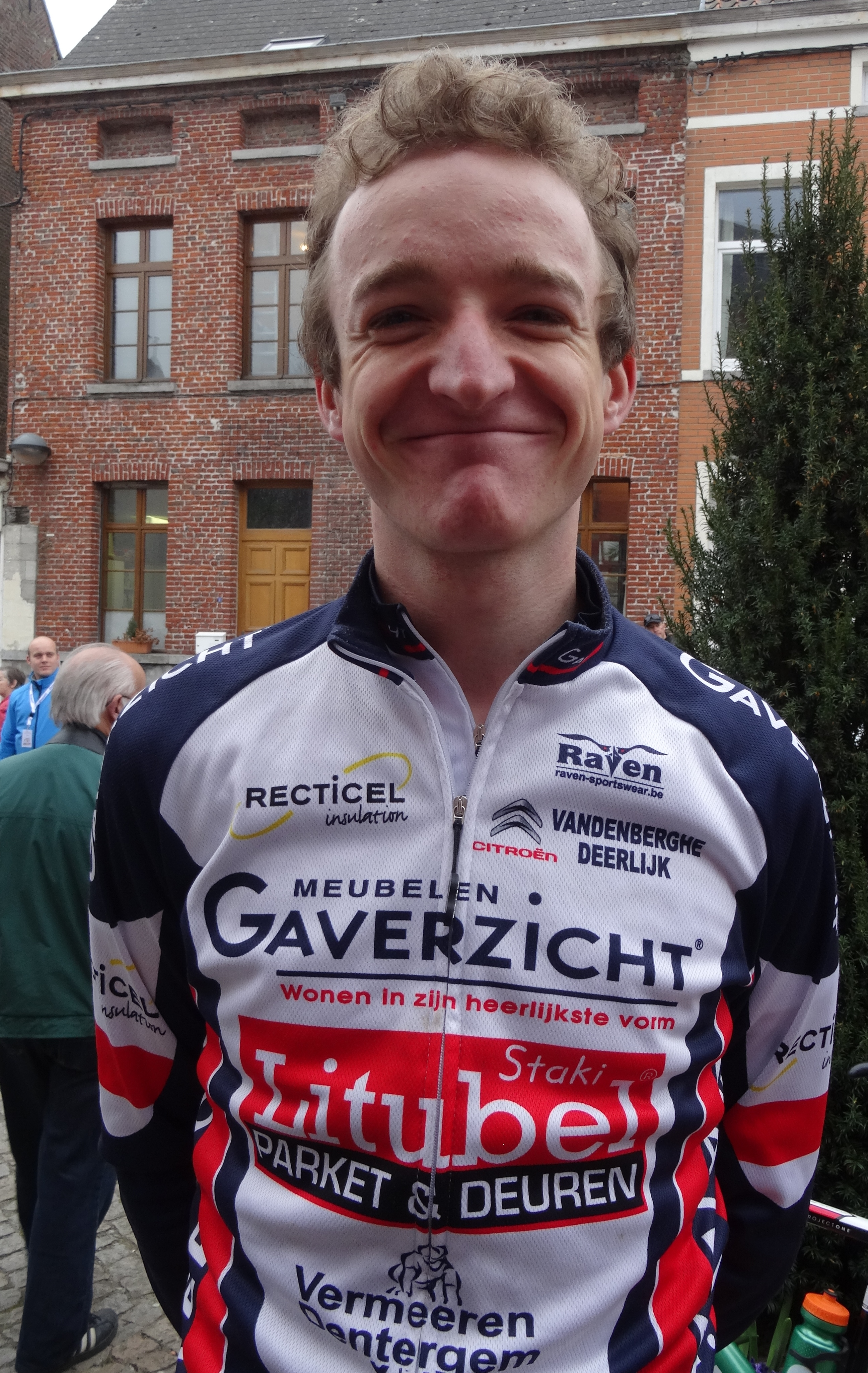
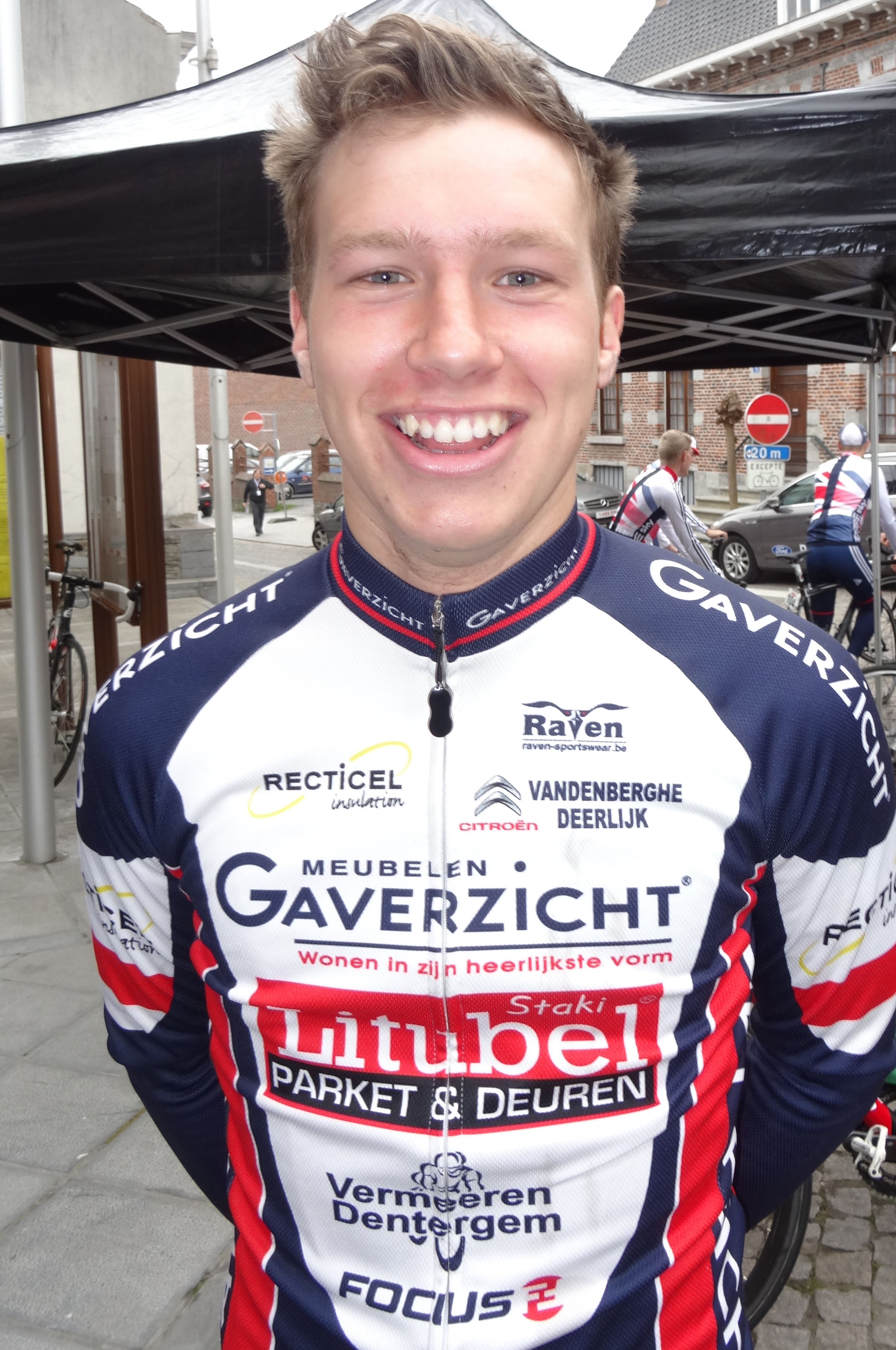
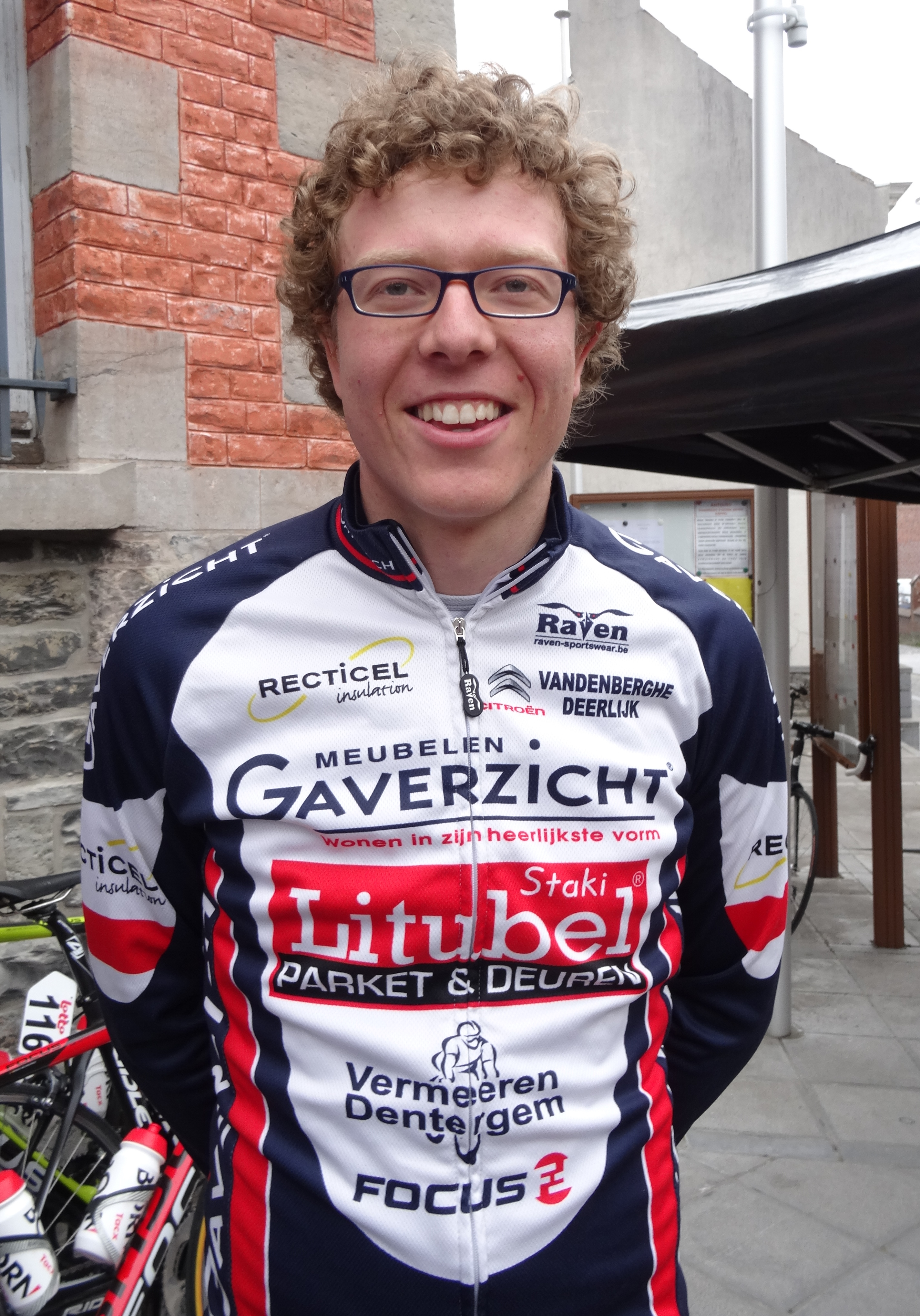
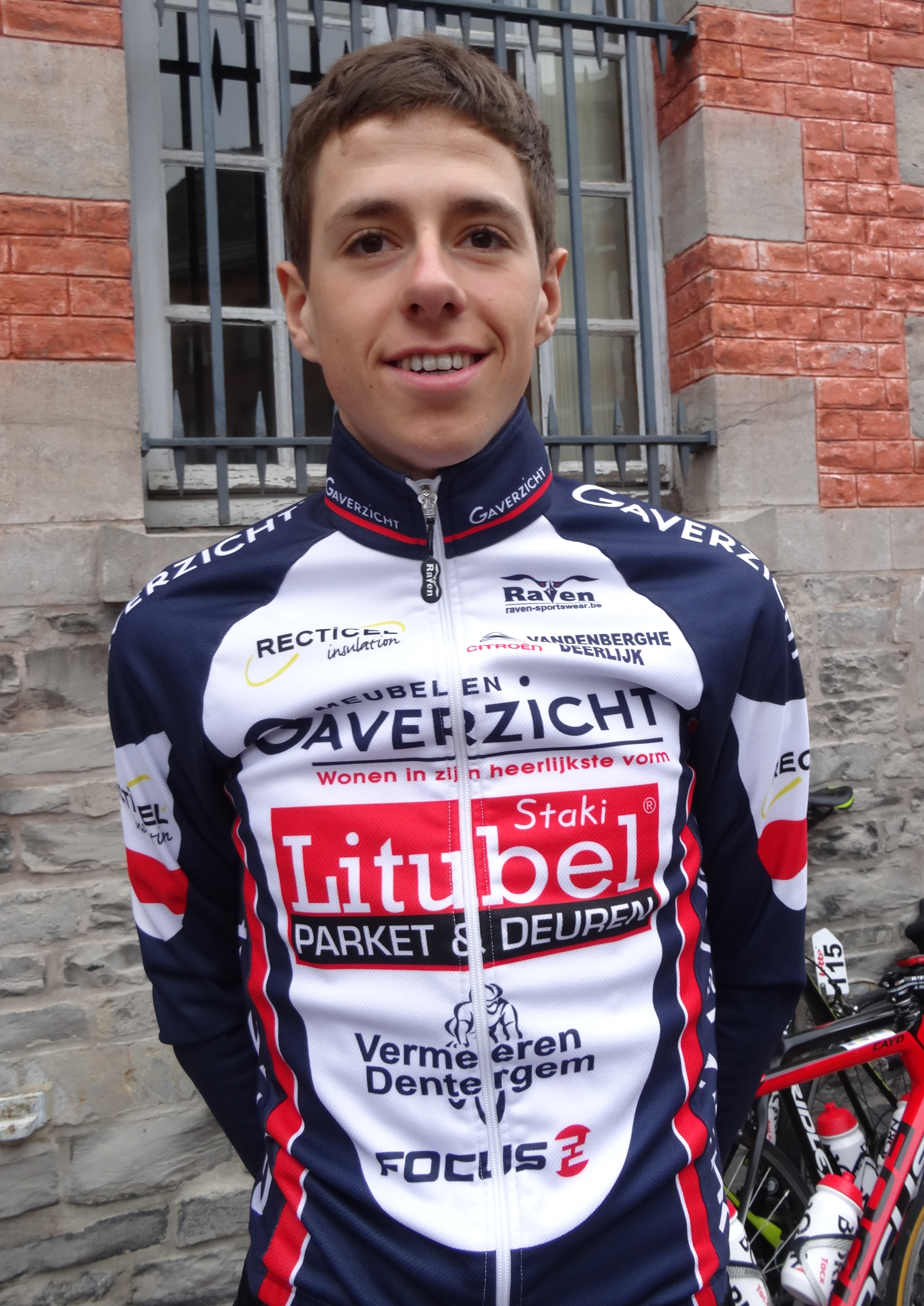
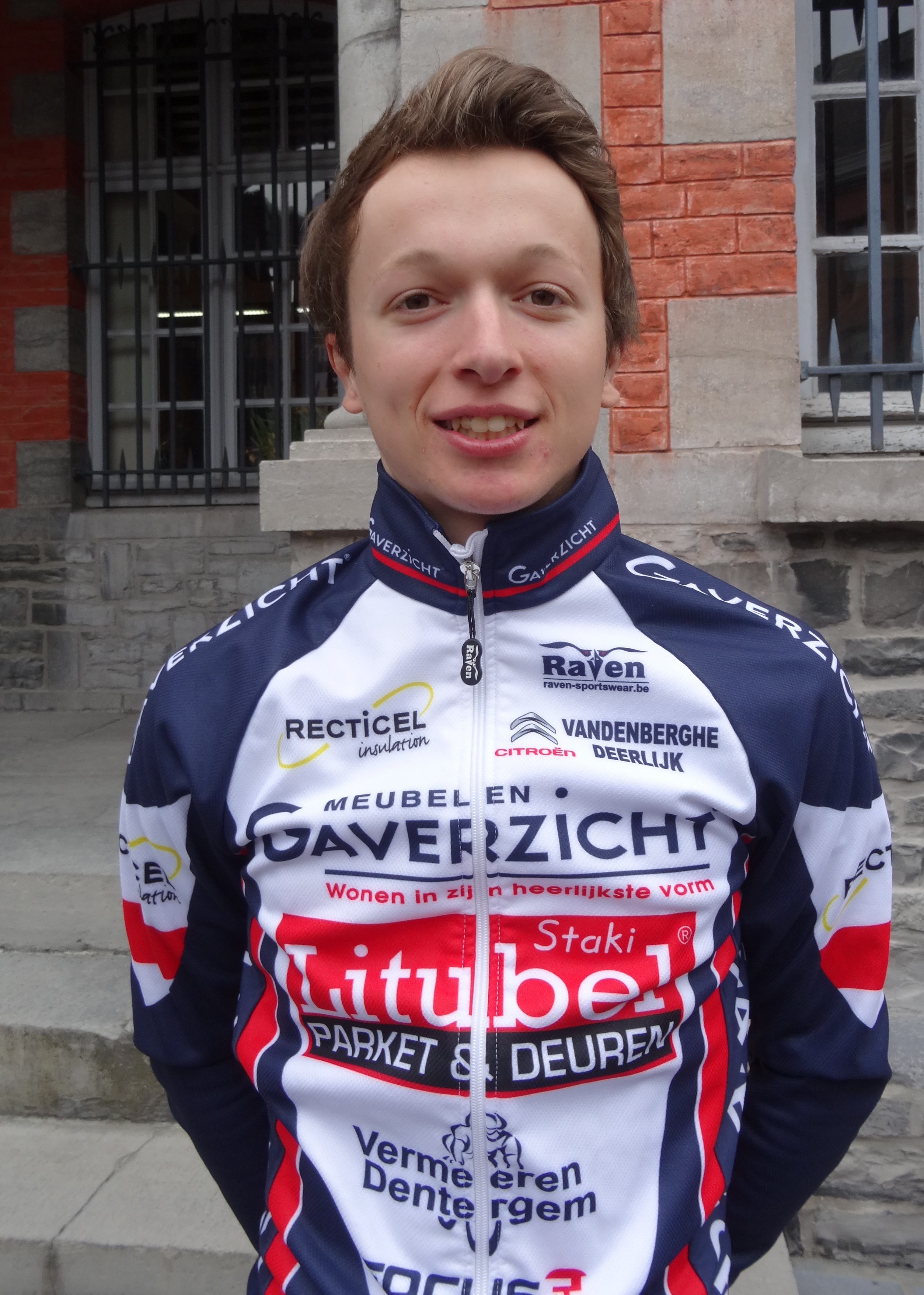
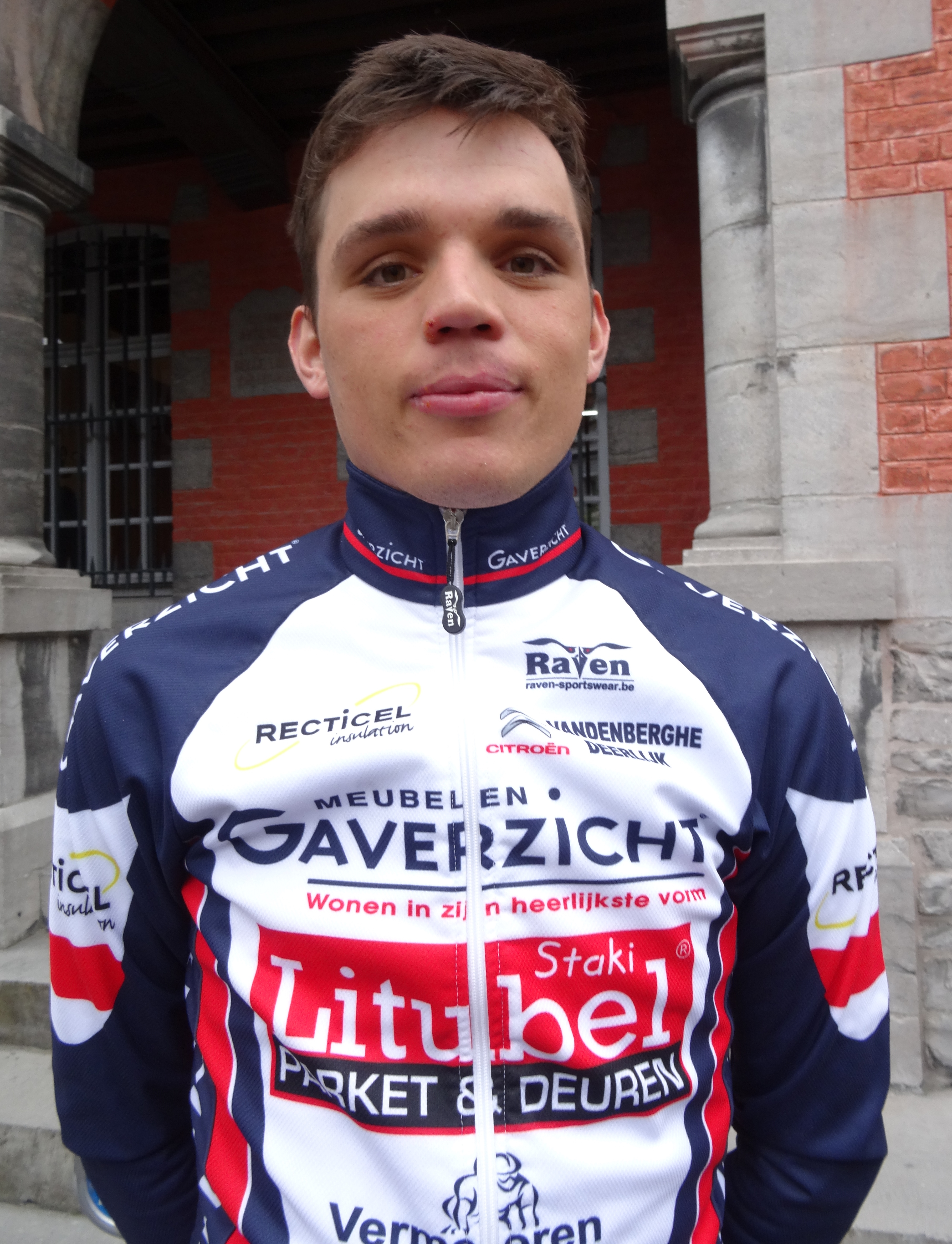
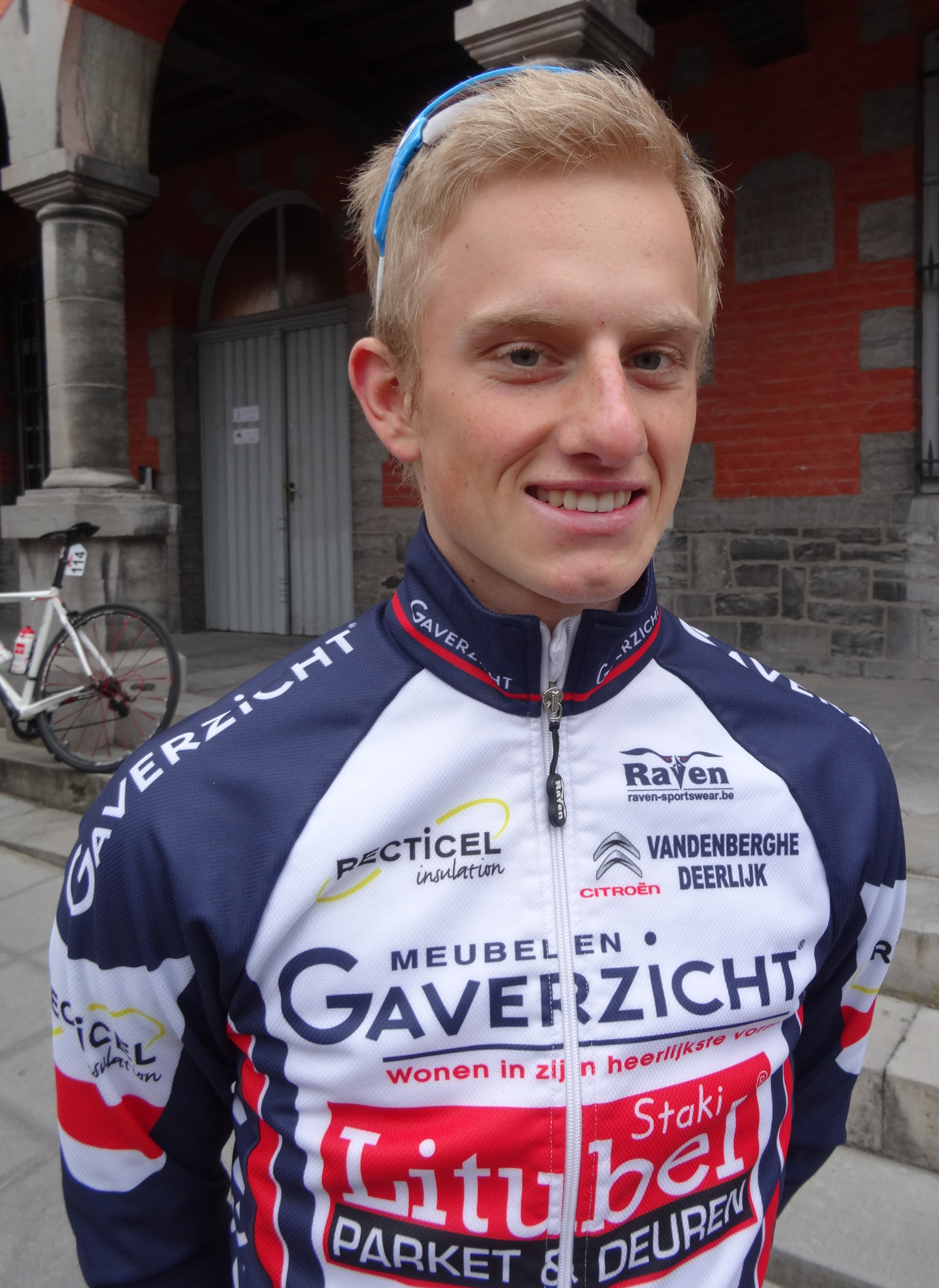

Portraits
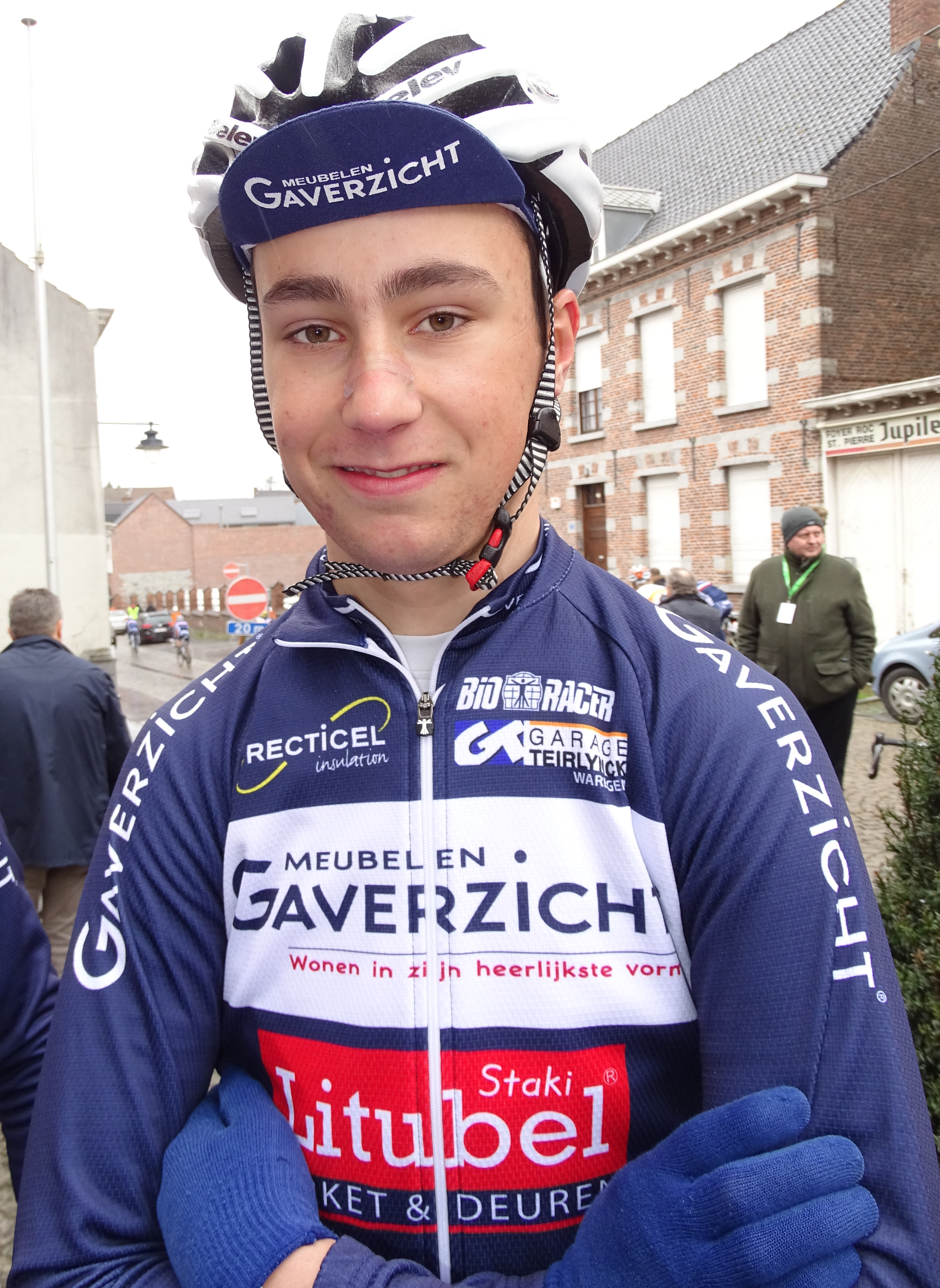
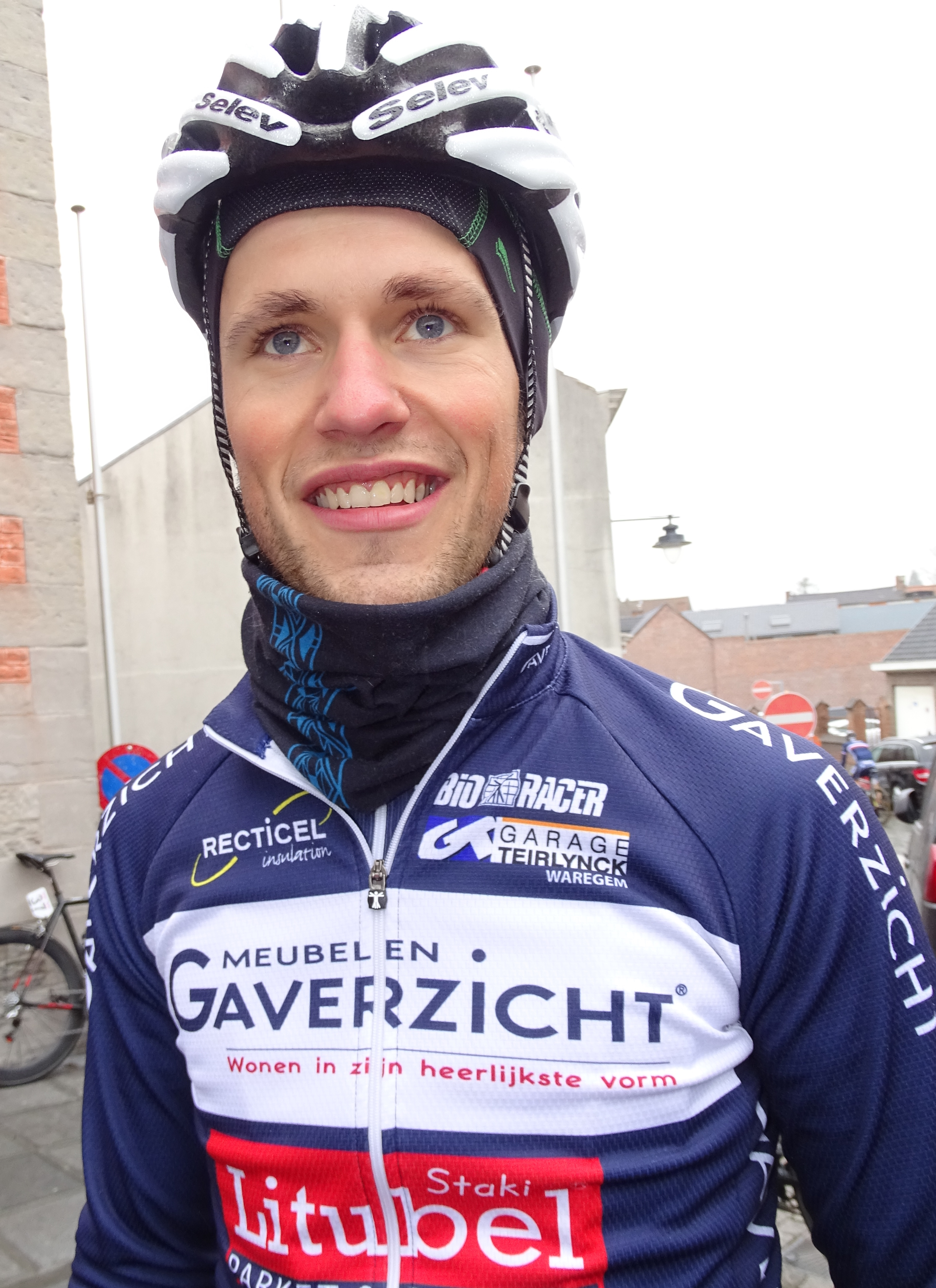
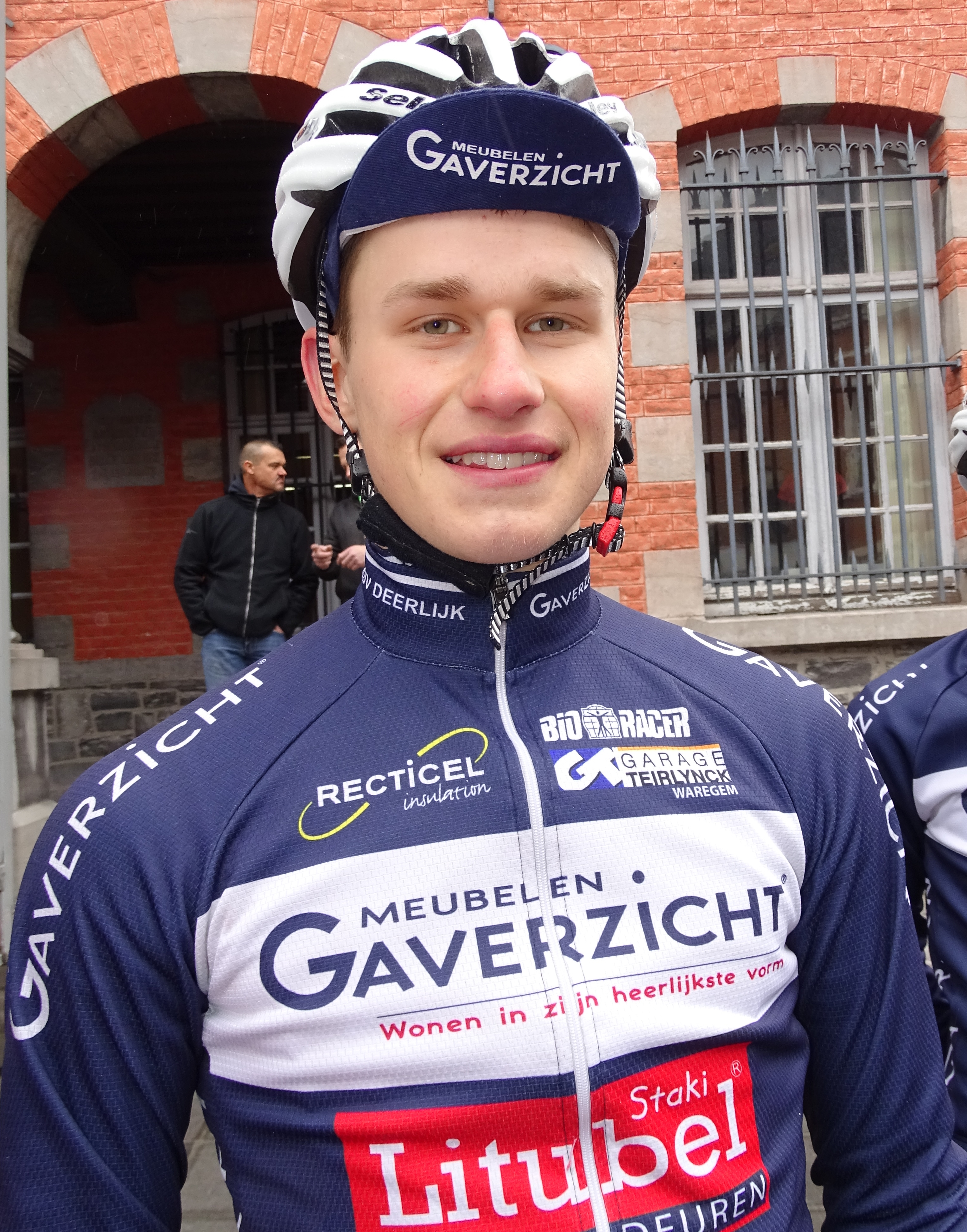
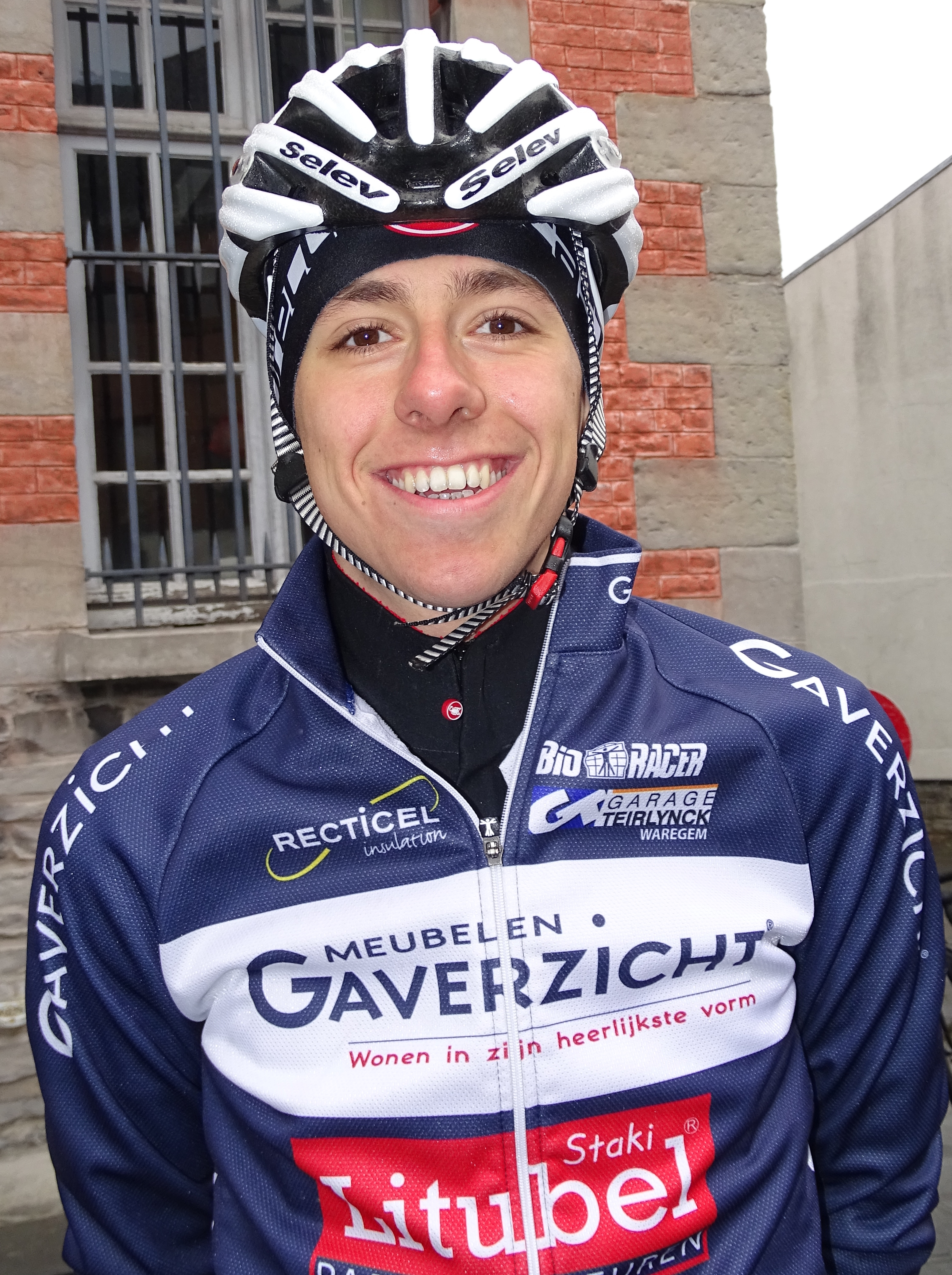
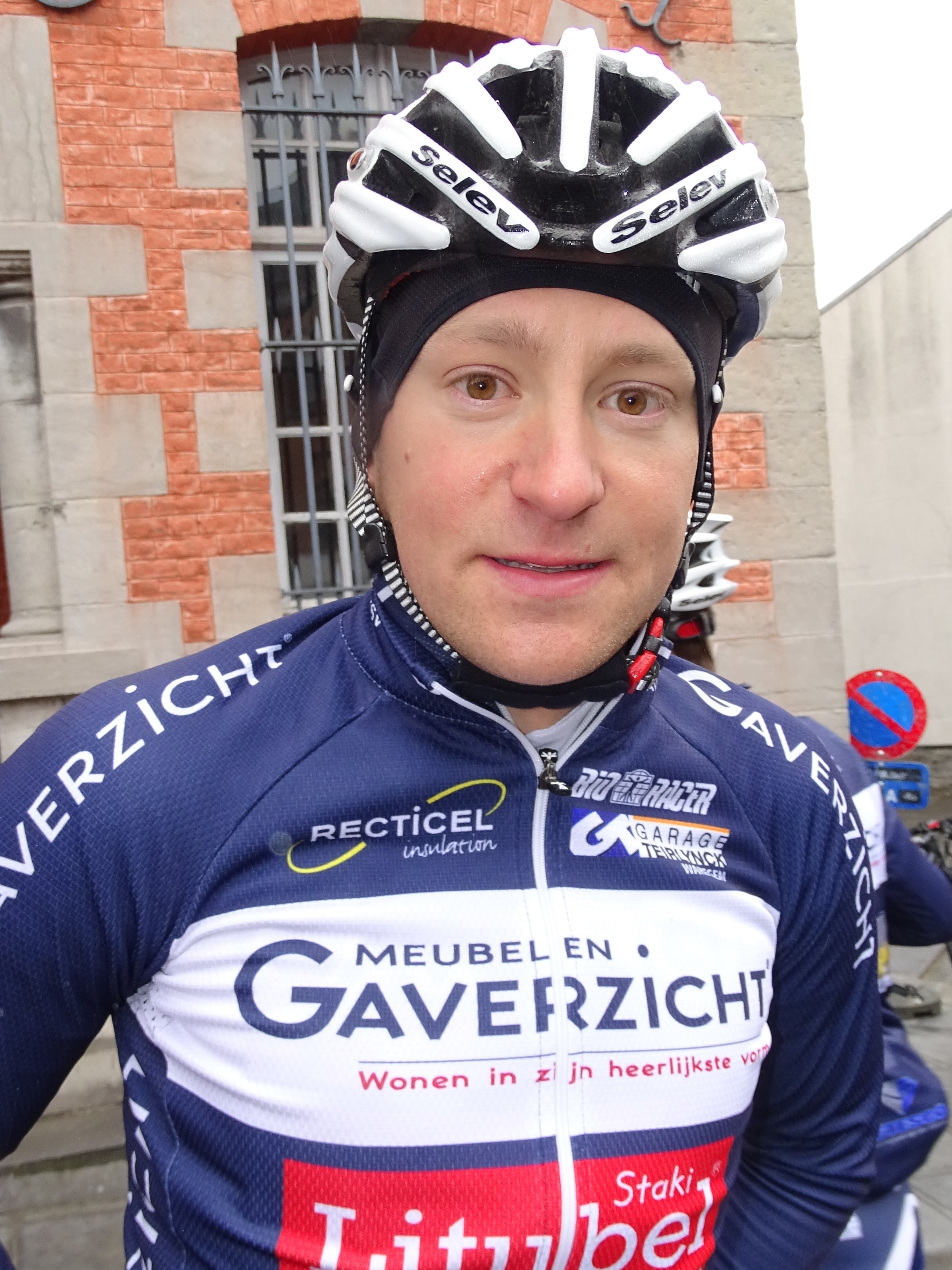
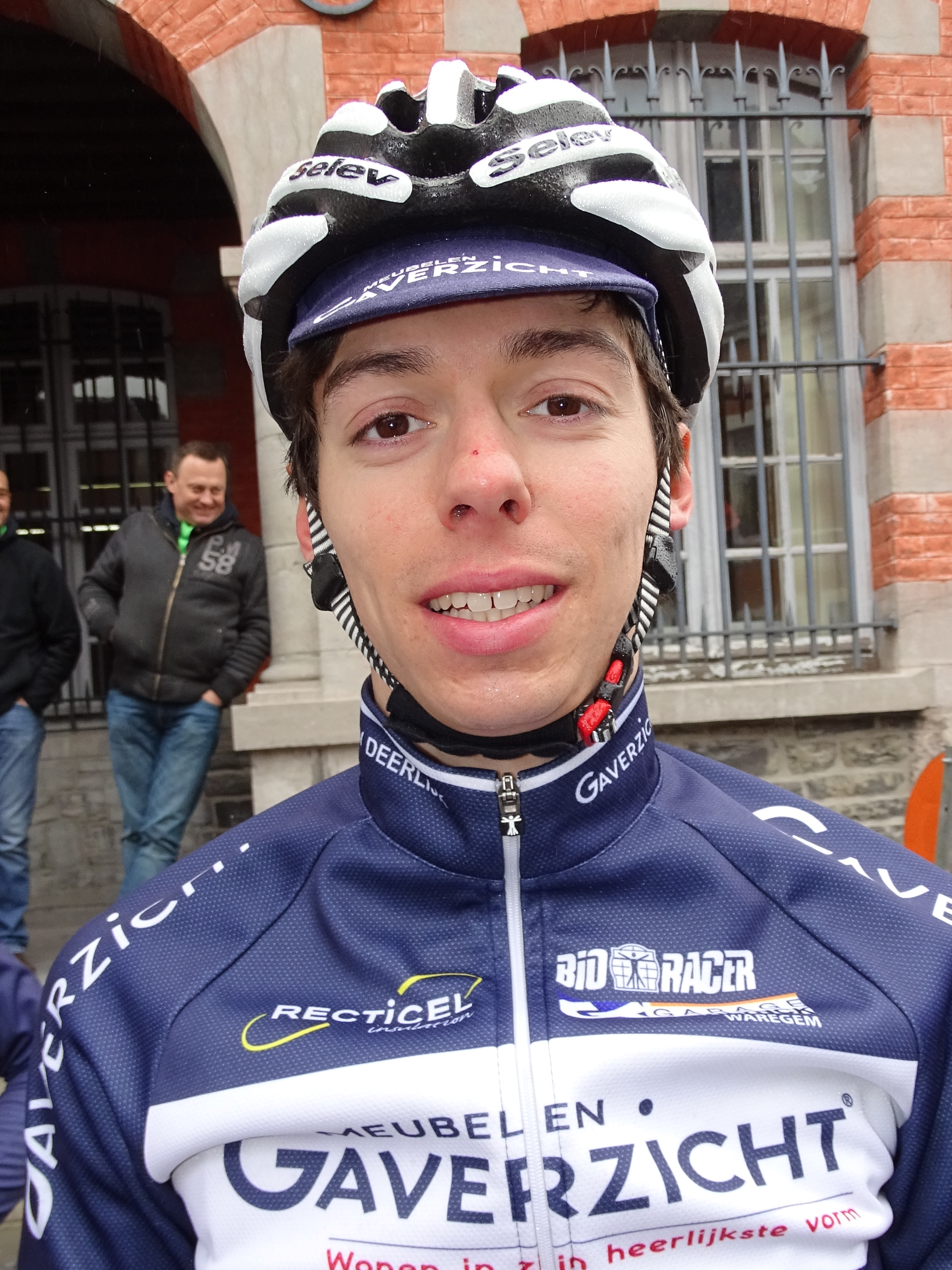
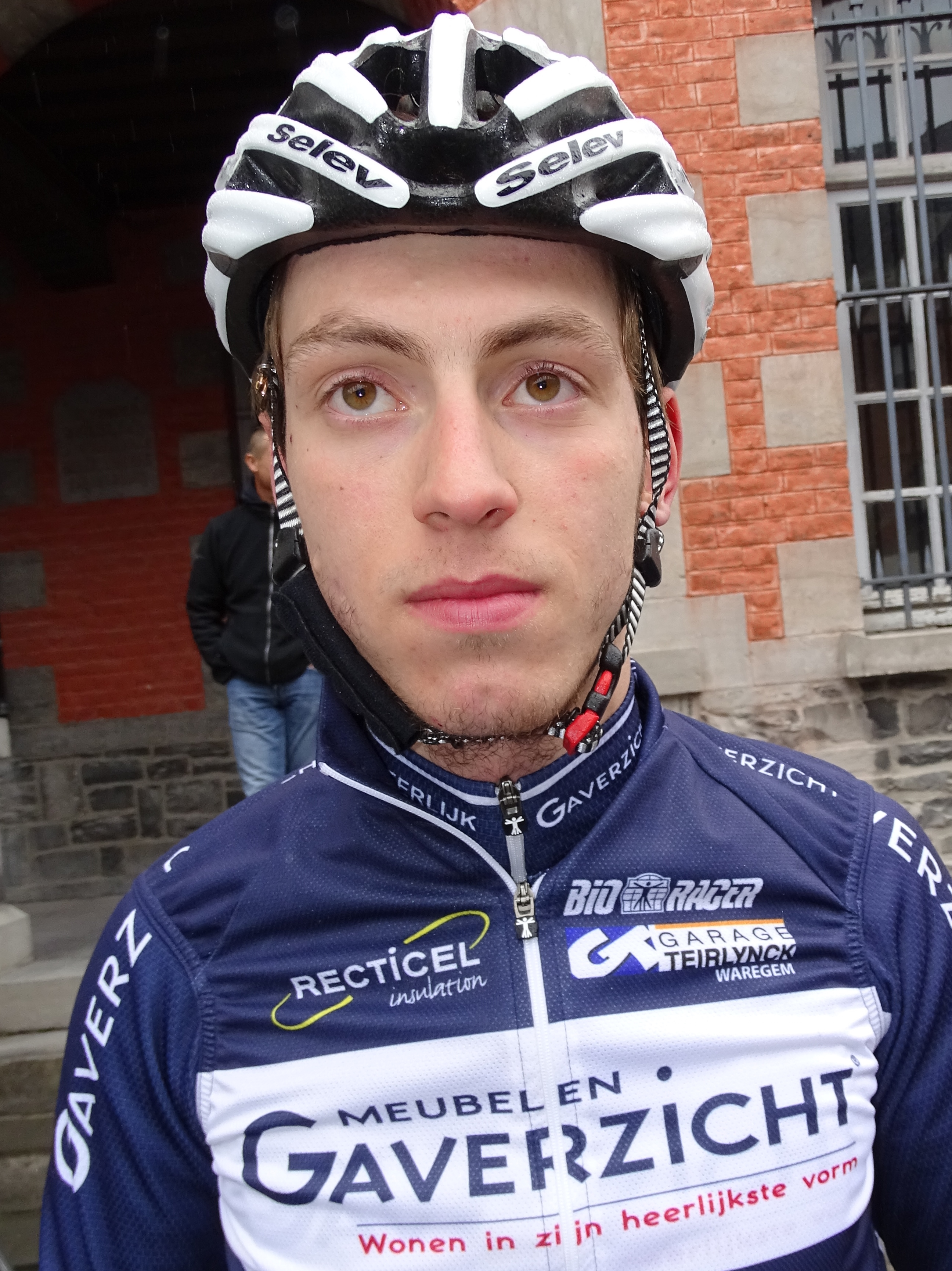

## Meubelen Gaverzicht-Glascentra en 2016

### Effectif
| Cycliste                 | Date de naissance | Nationalité | Équipe 2015                  |  |
| ------------------------ | ----------------- | ----------- | ---------------------------- |  |
| Bart Adriaens            | 1er février 1997  | Belgique    |                              |  |
| Donovan Baillieu         | 14 avril 1997     | Belgique    |                              |  |
| Aaron Biebau             | 25 octobre 1997   | Belgique    |                              |  |
| Quinten Bos              | 29 août 1991      | Belgique    |                              |  |
| Theo Boudry              | 9 décembre 1997   | Belgique    |                              |  |
| Yordi Cannoot            | 1er juillet 1997  | Belgique    |                              |  |
| Josse Claerbout          | 10 février 1997   | Belgique    |                              |  |
| Nicolay De Rho           | 13 mars 1997      | Belgique    | Isorex                       |  |
| Bryan De Vogelaere       | 31 juillet 1997   | Belgique    |                              |  |
| Jeroen De Winter         | 8 août 1996       | Belgique    | Van Der Vurst-Hiko           |  |
| Wannes Debuysere         | 24 janvier 1997   | Belgique    |                              |  |
| Guillaume Deceuninck     | 10 juin 1996      | Belgique    |                              |  |
| Arno Dehem               | 7 mars 1996       | Belgique    | BCV Works-Soenens            |  |
| Kevin Dejonge            | 20 novembre 1996  | Belgique    |                              |  |
| Berre Delesie            | 25 août 1997      | Belgique    |                              |  |
| Robbe Deleu              | 20 mars 1991      | Belgique    | KSV Deerlijk-Gaverzicht      |  |
| Sven Denys               | 10 juin 1996      | Belgique    | Atom 6-Tops Antiek           |  |
| Mike Dermaut             | 25 novembre 1996  | Belgique    | FCP-Glascentra               |  |
| Niels Derveaux           | 17 mars 1997      | Belgique    |                              |  |
| Mathias Desmet           | 20 juillet 1995   | Belgique    |                              |  |
| Damon Devriendt          | 3 juin 1994       | Belgique    | KSV Deerlijk-Gaverzicht      |  |
| Daan Farrazijn           | 5 juin 1997       | Belgique    |                              |  |
| Cédric Goesens           | 23 mai 1996       | Belgique    | FCP-Glascentra               |  |
| Anko Goossens            | 20 février 1997   | Belgique    |                              |  |
| Jordi Govaerts           | 14 janvier 1997   | Belgique    |                              |  |
| Steven Haerinck          | 15 octobre 1991   | Belgique    | KSV Deerlijk-Gaverzicht      |  |
| Kevin Lambertin          | 29 février 1996   | Belgique    | Bestbikes-Mathsalden         |  |
| Jonas Neirynck           | 30 juillet 1997   | Belgique    |                              |  |
| Jordy Oliebos            | 7 avril 1995      | Belgique    | Atom 6-Tops Antiek           |  |
| Jay Overvliet            | 26 octobre 1996   | Pays-Bas    | FCP-Glascentra               |  |
| Cédric Ramboer           | 21 novembre 1996  | Belgique    | BCV Works-Soenens            |  |
| Lawrence Schotte         | 13 juin 1994      | Belgique    | Royal Cureghem Sportief      |  |
| Siem Sonck               | 23 février 1996   | Belgique    | Bestbikes-Mathsalden         |  |
| Bjarne Trio              | 4 septembre 1993  | Belgique    |                              |  |
| Niels Trio               | 4 septembre 1993  | Belgique    | CT 2020                      |  |
| Michiel Van Der Bauwhede | 21 février 1992   | Belgique    | KSV Deerlijk-Gaverzicht      |  |
| Stijn Van Hecke          | 25 janvier 1994   | Belgique    | XELtextiel-VDB Steenhouwerij |  |
| Thieme Van Ruymbeke      | 27 janvier 1994   | Belgique    | Atom 6-Tops Antiek           |  |
| Jonas Vandenborre        | 11 août 1995      | Belgique    |                              |  |
| Aaron Vandermeirsch      | 21 juin 1995      | Belgique    |                              |  |
| Goran Vansteenkiste      | 4 juillet 1997    | Belgique    | De Molenspurters Meulebeke   |  |
| Tim Vantyghem            | 6 septembre 1981  | Belgique    | FCP-Glascentra               |  |
| Yenco Vanwalleghem       | 30 décembre 1997  | Belgique    |                              |  |
| Michiel Warnez           | 18 novembre 1997  | Belgique    | Tieltse Renners              |  |

### Victoires
| Date | Course | Pays | Classe | Vainqueur |
| ---- | ------ | ---- | ------ | --------- |